# 거꾸로 가는 남자 (드라마)
《거꾸로 가는 남자》는 2001년 1월 5일에 MBC에서 방영한 베스트극장이다.

## 등장 인물

### 주요 인물
- 이상우 : 탁해조 역
- 김채연 : 강미나 역

### 그 외 인물
- 송기윤 : 고 부장 역
- 곽진영 : 애숙 역
- 양택조
- 이인철
- 손동운
- 최재호
- 최항석
- 오정석
- 이춘교
- 권인선
- 허종수
- 김주명
- 조성규
- 최형석